# Audes
 Audes  là một xã ở tỉnh Allier thuộc miền trung nước Pháp.